# Emotional Songs Part 2
Emotional Songs Part 2 è il secondo album dell'artista israeliano Sagi Rei, pubblicato nel 2007.
Sull'onda del successo del primo album, l'ormai consolidato duo di produttori Max Moroldo (Do It Yourself) e Diego Abaribi (Melodica) pensano che sia arrivato il momento giusto di replicare il progetto delle "Emotional Songs" con un secondo volume, mantenendo il "concept" del primo album, ma ampliando gli orizzonti musicali con una scelta di sonorità più varie, affiancando al vecchio concetto di sola voce e chitarra, strumenti come piano, archi e percussioni.
Gli arrangiamenti sono stati affidati al pianista Andrea Pollione, mentre la scelta dei 14 brani  da "reinterpretare" è rimasta nelle mani dei due produttori. L'apporto creativo di Sagi Rei all'album e la sua voglia di crescere artisticamente fanno sì che questo progetto assuma un maggiore spessore rispetto al primo, ampliando notevolmente il target di riferimento.
Il risultato è un emozionante album di vecchi e nuovi successi, non solo dance, che spazia dal pop al blues, dal jazz allo swing, con ritmi tribali e contaminazioni elettroniche che lo rendono simile ad un disco di brani inediti.

## Tracce
Per il lancio di questo album sono state create due diverse track lists: una destinata al "fisico" (eccezion fatta per il mercato latino), un'altra destinata al mercato digitale, con all'interno due bonus track.
1. Gipsy Woman (She's Homeless) (Crystal Waters)
2. I Love to Love (Tina Charles)
3. Promised land (Joe Smooth)
4. Missing (Everything but the Girl)
5. Crying at the Discoteque (Alcazar)
6. Don't Stop Movin' (Livin Joy)
7. Starlight (Supermen Lovers)
8. Sing it Back (Moloko)
9. You Spin Me Round (Like a Record) (Dead or Alive)
10. Can't Take My Eyes Off You (Boys Town Gang)
11. Lady (Modjo)
12. All That She Wants (Ace of Base)
13. Sweet Dreams (La Bouche)
14. Two Can Play That Game (Bobby Brown)
15. Historias de amor (OBK) bonus track
16. (Out here) On my own (Nikka Costa) bonus track